# 萊恩 (加利福尼亞州)
萊恩（英語：Ryan）是位於美國加利福尼亞州因約縣的一個非建制地區。該地的面積和人口皆未知。

## 地理
萊恩的座標為36°19′23″N 116°40′17″W / 36.32306°N 116.67139°W，而該地的平均海拔高度為928米（即3045英尺）。